# Campos Challenger 1986
Il Campos Challenger 1986 è stato un torneo di tennis facente parte della categoria ATP Challenger Series nell'ambito dell'ATP Challenger Series 1986. Il torneo si è giocato a Campos do Jordão in Brasile dal 21 al 27 luglio 1986 su campi in cemento.

## Vincitori

### Singolare
Ivan Kley ha battuto in finale  João Soares con il punteggio di 6–7, 7–6, 7–6

### Doppio
Dácio Campos /  Carlos Kirmayr hanno battuto in finale  Givaldo Barbosa /  Ivan Kley con il punteggio di 7–6, 7–5